# 臨川郡
臨川郡（りんせん-ぐん）は、中国にかつて存在した郡。三国時代から唐代にかけて、現在の江西省撫州市一帯に設置された。

## 概要
257年（太平2年）、呉により豫章郡の東部を分割して臨川郡が立てられた。臨川郡は揚州に属し、郡治は南城県に置かれた。
291年（元康元年）、揚州と荊州の10郡を合わせて江州が立てられると、臨川郡は江州に属した。晋の臨川郡は臨汝・西豊・南城・東興・南豊・永城・宜黄・安浦・西寧・新建の10県を管轄した。
南朝宋のとき、臨川郡は臨汝・西豊・新建・永城・宜黄・南城・南豊・東興・安浦の9県を管轄した。
南朝斉のとき、臨川郡は南城・臨汝・新建・永城・宜黄・南豊・東興・安浦・西豊の9県を管轄した。
589年（開皇9年）、隋が南朝陳を滅ぼすと、臨川郡は廃止されて、撫州に編入された。607年（大業3年）に州が廃止されて郡が置かれると、撫州は臨川郡と改称された。臨川郡は臨川・南城・崇仁・邵武の4県を管轄した。
622年（武徳5年）、唐が林士弘を平定すると、臨川郡は撫州と改められた。742年（天宝元年）、撫州は臨川郡と改称された。758年（乾元元年）、臨川郡は撫州と改称され、臨川郡の呼称は姿を消した。